# Лазарев, Иван Романович
Ива́н Рома́нович Ла́зарев (12 декабря 1908 года — 24 сентября 1941 года) — советский офицер, участник боёв в районе озера Хасан и Великой Отечественной войны, первый Герой Советского Союза среди артиллеристов.

## Биография
Родился 12 декабря 1908 года в деревне Жаворонково Опочецкого уезда Псковской губернии (ныне Пустошкинский район Псковской области) в крестьянской семье. Русский.
Имел начальное образование. В 1929 году семья Лазаревых переехала в деревню Верхний Танай Дзержинского района Красноярского края. Работал ремонтником железнодорожного пути.

Всех, кто близко знал Ивана Романовича Лазарева, восхищала в нём какая-то особенная простота, бережное отношение к людям и личная скромность.
— Из работы К. В. Шимохиной, правнучки Героя Советского Союза И. Р. Лазарева

## Служба в армии
В 1930 году призван в РККА, служил на Дальнем Востоке. В 1936 году окончил Омскую объединённую военную школу, затем учился в Военной академии имени М. В. Фрунзе. Член ВКП(б) с 1938 года. Учёбу в академии прервали бои в районе озера Хасан.
Командир огневого взвода 53-го отдельного истребительно-противотанкового дивизиона 40-й стрелковой дивизии 1-й Приморской армии Дальневосточного Краснознамённого фронта лейтенант И. Р. Лазарев отличился 31 июля 1938 года. Для артиллерийской поддержки роты Левченко штабом 53-го противотанкового дивизиона был выделен взвод под командованием лейтенанта И. Р. Лазарева. Предстояло овладеть сопками Заозёрная и Безымянная. Под артиллерийско-пулемётным огнём противника лейтенант выдвинул орудия на открытую огневую позицию в боевые порядки пехоты и стрельбой прямой наводкой поддержал её наступление. Но тем самым и сами позиции артиллеристов стали уязвимыми для артиллерии противника. В начавшейся огневой дуэли один из снарядов противника разорвался у орудия, осколком был убит наводчик Никонов и тяжело ранен И. Р. Лазарев. Тем не менее, лейтенант заменил убитого наводчика и продолжал руководить боем.
Указом Президиума Верховного Совета СССР от 25 октября 1938 года «за героизм и мужество, проявленные в боях с японскими милитаристами» лейтенанту Ивану Романовичу Лазареву присвоено звание Героя Советского Союза с вручением ордена Ленина. После учреждения знака особого отличия ему также была вручена медаль «Золотая Звезда» № 407, став таким образом первым Героем Советского Союза Псковской области.
По окончании боёв, И. Р. Лазарев продолжил учёбу в Военной академии имени М. В. Фрунзе.
Участник Великой Отечественной войны с 1941 года. Капитан И. Р. Лазарев был назначен командиром 877-го противотанкового артиллерийского полка, сформированного 3 августа 1941 года.
В сентябре 1941 года в бою под Смоленском был тяжело ранен, и не долечившись в госпитале, вернулся в часть.

— Или вот лейтенант Лазарев. Из его плеча извлекли осколок снаряда. Большая потеря крови. К тому же лёгкая контузия и общая слабость. Уж кому-кому, а Лазареву нужен десятидневный отдых, покой. А он мне сегодня заявляет: «Выпишите меня из госпиталя».
— из работы К. В. Шимохиной, правнучки Героя Советского Союза И. Р. Лазарева
22 сентября поступил в инфекционный госпиталь № 2393 в городе Пушкино Московской области, где умер 24 сентября 1941 года.
Похоронен в Москве на Новодевичьем кладбище.

## Награды
- медаль «Золотая Звезда» № 407 Героя Советского Союза (25 октября 1938);
- орден Ленина (25 октября 1938);
- Знак «Участнику Хасанских боёв».

## Память
Именем И. Р. Лазарева названа улица в селе Дзержинском Красноярского края.
Именем И.Р. Лазарева названа улица в городе Пустошка Псковской области

## Семья
- Братья — Алексей (погиб в 1940-м году в советско-финской войне), Василий (погиб в 1941 году в Великой Отечественной войне), Владимир (погиб в Великой Отечественной войне)[3]. Павел (Умер в 2009)
- Жена — Полина Степановна. Дети — Анатолий и Алевтина[10].

## Прочие факты
Подвиг И. Р. Лазарева сыграл решающую роль в выборе военной карьеры его родственника — П. Ф. Гриболева, мастера танкового боя, впоследствии также ставшего Героем Советского Союза.